# Liste der Träger des Ritterkreuzes des Eisernen Kreuzes des Sanitätsdienstes
Die nachfolgende Übersicht beinhaltet alle 15 Verleihungen des Ritterkreuzes des Eisernen Kreuzes an Angehörige des Sanitätsdienstes von Heer, Luftwaffe und Kriegsmarine der Wehrmacht von September 1939 bis Mai 1945.
| Name                           | Dienstgrad                                                                           | Ritterkreuz               | Kurzbiografie |
| Rudolf Bäcker                  | Sanitätsfeldwebel, Stab II./GR 36                                                    | 18. September 1943        | * 21. Februar 1914 in Erndtebrück; † 3. September 2005 in Bad Laasphe. Deutsches Kreuz in Gold am 18. Juni 1943                                               |
| Dr. Ernst Gadermann            | Stabsarzt der Luftwaffe, Gruppenarzt III./SG 2 Immelmann                             | 19. August 1944           | * 25. Dezember 1913 in Ronsdorf; † 26. November 1973 in Hamburg. Deutsches Kreuz in Gold am 17. Oktober 1943                                                  |
| Dr. Heinrich Hüls              | Oberarzt der Reserve, Hilfsarzt II./Pz.Reg. 11                                       | 21. September 1944 postum | * 14. August 1915 in Münster; † 16. August 1944 in Raseiniai, Litauen. Ehrenblattspange postum am 5. Oktober 1944                                             |
| Dr. Rolf Jäger                 | Oberarzt, Truppenarzt Sturm-Abteilung Koch (später Luftlande-Sturm-Regiment 1)       | 15. Mai 1940              | * 1. November 1912 in Klein Kunterstein; † 6. Januar 1984 in Hagen, Oberstabsarzt                                                                             |
| Manfred Jordan                 | Sanitätsunteroffizier, Zugführer 4./Pz.GR 66                                         | 11. Januar 1944           | * 5. September 1920 in Berlin; † 10. Mai 1944 bei Kobusta-Vechs, Sowjetunion                                                                                  |
| Dr. Walter Keup                | Assistenzarzt der Reserve, Btl.Arzt I./Füs.Rgt. 202                                  | 21. März 1944             | * 3. Januar 1916 in Berlin-Charlottenburg; † 17. Mai 1947 in Bad Nauheim                                                                                      |
| Dr. Carl Langemeyer            | Stabsarzt, Kdr. Fallschirm-Sanitäts-Lehr-Abt.                                        | 18. November 1944         | * 6. August 1907 in Holzminden; † 25. Juli 1982 ebenda. Deutsches Kreuz in Gold am 12. Dezember 1943. Oberstabsarzt, in der Bundeswehr Oberstarzt der Reserve |
| Dr. Heinrich Neumann           | Oberstabsarzt, Rgts.Arzt LL-St.Rgt. 1, zugleich Führer I./Luftlande-Sturm-Regiment 1 | 21. August 1941           | * 17. Februar 1908 in Berlin-Steglitz; † 19. Mai 2005 in Düsseldorf; in der Bundeswehr Oberstarzt der Reserve                                                 |
| Karl Nowotnik                  | Sanitätsfeldwebel, Stab/Div.Füs.Btl. 212                                             | 15. März 1944             | * 6. Dezember 1914 in Kreutz. Kreis Bomst; † 20. März 1996 in Rathenow, Sanitätsoberfeldwebel                                                                 |
| Willi Pieper                   | Sanitätsunteroffizier, Rgts.Pi.Zug/GR 478                                            | 8. April 1943             | * 30. Oktober 1912 in Greifswald; † 13. Juli 1943 im Unternehmen Zitadelle, Sanitätsfeldwebel postum                                                          |
| Dr. Friedrich Salamon          | Stabsarzt der Reserve, Abt.Arzt II./Pz.GR 26                                         | 20. Juli 1944             | * 10. Mai 1912 in Waldau; † 17. April 1985 in Preetz; Bundesverdienstkreuz 1984                                                                               |
| Franz Schmitz                  | Sanitätsunteroffizier, Gruppenführer 3./GR 279                                       | 13. September 1943        | * 12. Oktober 1918 in Walberberg; † 11. Juni 1985 in Pier (Inden), Oberfeldwebel; später erst beim Bundesgrenzschutz und dann bei der Bundeswehr              |
| Dr. Hans-Joachim Schulz-Merkel | Stabsarzt, Abt.Arzt I./Pz.Rgt 35                                                     | 23. Dezember 1943         | * 6. April 1913 in Oppeln; † 2. September 2000 in Marktoberdorf. Oberstabsarzt                                                                                |
| Dr. Werner Wischhusen          | Oberfeldarzt, Div.Arzt (IVb)/22.Inf.Div.                                             | 26. Mai 1940              | * 6. Dezember 1889 in Osterwieck; † 8. Oktober 1969 in Baden-Baden. Generalarzt                                                                               |
| Dr. Horst Wilke                | Oberarzt der Reserve, Btl. Arzt III./IR 120 (mot)                                    | 25. Juli 1942             | * 11. Dezember 1911 in Danzig; † 20. Januar 1995 in Dannenfels. Stabsarzt der Reserve                                                                         |

## Quelle
- Fritz-Ulrich Braun: Erinnerungen zum 190. Stiftungsfest der Pépinière in München, 24.–27. Oktober 1985. Rottweil 1986.